# Зоша Меміт
Зоша Рассел Меміт (або Мемет, англ. Zosia Russell Mamet, МФА: [ˈzɒʃə ˈmæmɪt]; нар. 2 лютого 1988) — американська актриса та музикант, яка знімалася в телевізійних серіалах, зокрема «Божевільні», «Чотири життя Тари» та «Батьківство». і зіграла персонаж Шошанну Шапіро в оригінальному серіалі HBO «Дівчата». Вона зіграла роль Енні Мурадян, подруги головної героїні в оригінальному серіалі HBO Max «Бортпровідниця».

## Раннє життя
Народилася 2 лютого 1988 року в Рендолфі, штат Вермонт, в родині американського драматурга, есеїста, сценариста та кінорежисера Девіда Меміта та актриси Ліндсі Краус. Її батько — юдей, а мати — буддистка, Зоша також вважає себе єврейкою. Її дідом по материнській лінії був драматург та лібретіст Рассел Краус, а прадідом — письменник і професор Колумбійського університету Джон Ерскін. У неї є сестра, співачка Вілла, а також зведені сестра Клара, акторка і режисерка, і брат Ноа.
До п'ятирічного віку Зоша жила в Новій Англії, поки мати разом із нею та Віллою та Зосею не переїхала до Пасіфік-Палісейдс, штат Каліфорнія. Після закінчення середньої школи, Меміт вирішила вивчати акторську майстерність, а не вступати до коледжу.

## Кар'єра
У 2012 році Джадд Апатоу взяв її в серіал HBO «Дівчата».

## Музика
Меміт має власний музичний гурт «Chacha».

## Озвучка
Меміт озвучила аудіокнигу «Дикий детектив» (The Feral Detective, 2018) Джонатана Летема. Меміт також озвучувала анімаційні фільми «Зоряна принцеса проти сил зла», «Звичайне шоу» та «Сімпсони».

## Особисте життя
Меміт почала зустрічатися з актором Еваном Джонікайтом у 2013 році; в жовтні 2016 року вони одружилися.
На конференції Makers у 2017 році Меміт виступила з монологом, в якому поділилася своєю боротьбою, живучи з недіагностованою дисфункцією тазового дна протягом шести років.